# 姜万寿
姜万寿，辽宁沈阳人，中华人民共和国政治人物。

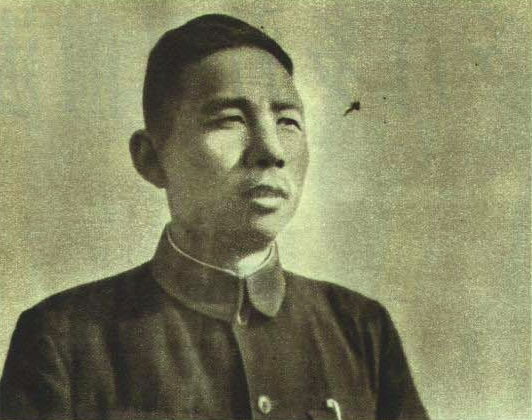
1952年的姜万寿

担任全国工业劳模、东北被服厂工。1954年，当选第一届全国人民代表大会代表。